# Gleichstrom

Arten des Gleichstroms:
oben: gemäß Definition, mitunter als „reiner Gleichstrom“ verdeutlicht;
darunter: Mischstrom aus Gleichrichtung, auch als „pulsierender Gleichstrom“ bezeichnet

Als Gleichstrom wird ein elektrischer Strom bezeichnet, dessen Augenblickswerte der Stromstärke sich zeitlich nicht ändern. Ihr Verlauf über der Zeit ergibt sich in einem Liniendiagramm als Gerade parallel zur Zeitachse – wie in nebenstehendem Bild im oberen Teil. In elektrotechnischen Anwendungen wird in erweiterter Bedeutung auch periodisch schwankender Mischstrom mit einer überlagerten Restwelligkeit als Gleichstrom bezeichnet, wenn sich zwar zeitlich die Stärke ändert, aber nicht ihr Vorzeichen und dabei die Schwankungen für die beabsichtigte Wirkung unwesentlich sind. In diesem Fall wird als Stärke des Gleichstroms der Gleichwert der Stromstärke angesehen.
Der zeitliche Verlauf der Stromstärke ist das Charakteristikum einer ihn abgebenden elektrischen Energiequelle, meistens einer Spannungsquelle; dann entsteht Gleichstrom aus Gleichspannung. Der Zusammenhang zwischen Gleichstromstärke und Gleichspannung an einem ohmschen Widerstand wird über das ohmsche Gesetz beschrieben. Schwankungen der Stromstärke infolge von Belastungsschwankungen sind der Bezeichnung Gleichstrom nicht abträglich.
Die englische Bezeichnung ist direct current mit dem Kürzel DC, welches synonym auch für Gleichspannung verwendet wird (genauso wie AC für alternating current Wechselstrom/Wechselspannung).
Die geschichtliche Entstehung erster Stromnetze im nordamerikanischen Raum ist unter Stromkrieg dargestellt.

Schaltzeichen für Gleichstrom
„Gleichstrom“ (international)[5]
„Direct current“ (angelsächsisch)[6]
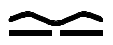
„Gleichgerichteter Strom mit Wechselanteil“[5][Anm 1]

Als Kennzeichen für Gleichstrom (auch Gleichspannung) dienen die nebenstehenden Schaltzeichen.

## Erzeugung, Anwendung
Gleichstrom wird in erheblichem Umfang durch Gleichrichter aus Wechselstrom erzeugt. Vielfach muss der bei der Gleichrichtung auftretende Wechselanteil durch Glättungskondensatoren oder Glättungsdrosseln reduziert werden. Daneben gibt es verschiedene elektrische Energiequellen, die an eine angeschlossene Last unmittelbar Gleichstrom liefern, wie Solarzellen, elektrochemische Akkumulatoren, Batterien und auch Gleichstromgeneratoren. Umgekehrt kann aus Gleichstrom mit Hilfe eines Wechselrichters Wechselstrom erzeugt werden.
Im Haushaltsbereich wird Gleichstrom vielfach verwendet, z. B. in Computern, Audio- und Videogeräten. Gleichwohl gibt es keinen Gleichstrom aus der Steckdose. Vielmehr wird jedes Gerät individuell aus einem Netzteil versorgt, eventuell mit Zwischenspeicherung in einem Akkumulator.
Im industriellen Bereich wird Gleichstrom z. B. für die Elektrolyse und in der Galvanotechnik eingesetzt. Diese Anwendungen setzen Gleichstrom voraus, da bei Wechselstrom nicht die gewünschten elektrochemischen Prozesse ablaufen würden. Ferner wird Gleichstrom manchmal auch als Bahnstrom verwendet.
Bei der elektrischen Energieübertragung hat Wechselstrom wesentliche Vorteile gegenüber Gleichstrom. Mit der Beherrschung von Stromrichterstationen bekommt die Hochspannungs-Gleichstrom-Übertragung zunehmend Bedeutung.